# Edmund Eysler
Edmund Samuel Eysler (originalmente escrito Eisler; 12 de marzo de 1874, Hernals, hoy distrito perteneciente a Viena, Imperio Austrohúngaro - 4 de octubre de 1949, Viena) fue un compositor austríaco.

## Biografía
Edmund Eisler era hijo de un empresario y estaba destinado a convertirse en ingeniero. Sin embargo su relación con Leo Fall le llevó a estudiar música en el Conservatorio de la Sociedad de Amigos de la Música de Viena, donde fue alumno de composición de Robert Fuchs y donde se formó como profesor de piano y director de orquesta. Tras completar su formación con honores, Eysler se ganó la vida dando lecciones de piano. En 1898 se casó con Poldi Allnoch, con quien tendría dos hijas. En 1901 logró un puesto de maestro de capilla. En esos primeros momentos compuso música de cámara y obras para piano, así como la ópera Fest auf Solhaug y el ballet Schlaraffenland. A través de un familiar que quería ayudarle, Eysler conoció al libretista Ignaz Schnitzer, que había escrito el texto dramático de la opereta El barón gitano. Schnitzer le encargó a Eysler que escribiera una partitura para un libreto de ópera suyo titulado Der Hexenspiegel. En principio la obra tendría que haberse representado en la Ópera de la Corte de Viena aunque su director la rechazó por considerar que su música era demasiado simple. Aunque la ópera nunca se representó, el editor Weinberger aceptó publicar su música. Weinberger animó a Eysler a escribir una opereta a partir de la música de Der Hexenspiegel. El resultado fue la opereta Bruder Straubinger, que tuvo un gran éxito en su estreno el 20 de febrero de 1903 con Alexander Girardi en el papel protagonista.
Edmund Eysler compuso la opereta Der unsterbliche Lump (con libreto de Felix Dörmann) para el Bürgertheater de Viena. Su estreno tuvo lugar el 14 de octubre de 1910 gozando de un abrumador éxito. La prensa dijo que esta opereta de Eysler marcaba un cambio en el género. Se elogió la música del compositor, destacando su sólida instrumentación y fácil armonización. Este gran triunfo consolidó a Eysler como "compositor de la casa" del Bürgertheater. Su siguiente opereta, Der Frauenfresser, se estrenó el 23 de diciembre de 1911 y también fue un gran éxito. La obra Der lachende Ehemann se estrenó en marzo de 1913. Sus melodías pegadizas y poco exigentes fueron particularmente bien recibidas por la crítica. Este trabajo de Eysler se representó 1793 veces en 1921. Durante los años de la Primera Guerra Mundial, el Burgtheater vienés también produjo con regularidad varias operetas de Eysler por temporada. Entre ellas se pueden mencionar Frühling am Rhein, Die oder Keine! y Der dunkle Schatz.
Otra opereta de gran éxito de Edmund Eysler fue Die gold'ne Meisterin, muy bien recibida en Viena en 1927.
Debido a la ascendencia judía de Eysler, los nacionalsocialistas prohibieron la representación de sus obras. Adolf Hitler descubrió de este modo que una de sus operetas favoritas, Die gold'ne Meisterin, estaba firmada por un autor judío. Sin embargo, Eysler no huyó, refugiándose en casa de familiares y amigos. El título de ciudadano honorario de la ciudad de Viena le otorgaba, además, cierta protección.
Tras finalizar la guerra, logró un último gran éxito con la opereta Wiener Musik, que fue estrenada en el Bürgertheater el 22 de diciembre de 1947. En 1949, cuando cumplió 75 años, Eysler recibió el Anillo de honor de la ciudad de Viena y se reinstaló la placa conmemorativa de su casa natal en la Thelemangasse, retirada durante la era nacionalsocialista.
Edmund Eysler murió en Viena el 4 de octubre de 1949 como consecuencia de una caída desde el escenario. Fue enterrado en una tumba de honor en el Cementerio Central de Viena (grupo 32 A, número 46 A).
Con un catálogo de obras que incluye 60 operetas, Eysler fue un autor influyente en el ámbito musical de su época en los países de habla alemana. Sus éxitos internacionales fueron en cambio menores, ya que la música de Eysler tenía rasgos vieneses y folclóricos.

## Obras (selección)
Óperas:
- Der Hexenspiegel (1900)
- Fest auf Solhaug

Operetas:
- Das Gastmahl des Lucullus (1901)
- Bruder Straubinger (1903), Libreto: Moritz West, Ignaz Schnitzer
- Die Schützenliesel (1905), Libreto: Karl Lindau
- Pufferl (1905), Libreto: Sigmund Schlesiger, Ignaz Schnitzer
- Künstlerblut (1906)
- Phryne (1906), Libreto: Fritz Grünbaum, Robert Bodanzky
- Vera Violetta (1907)
- Das Glücksschweinchen (1908)
- Der unsterbliche Lump (1910)
- Das Zirkuskind (1911)
- Der Frauenfresser (1911)
- Ein Tag im Paradies (1913)
- Der lachende Ehemann (1913), Libreto: Julius Brammer, Alfred Grünwald
- Frühling am Rhein (1914), Libreto: Karl Lindau, Fritz Löhner-Beda, Oscar Fronz
- Das Zimmer der Pompadour (1915), Libreto: Oskar Friedmann, Ludwig Herzer
- Hanni geht tanzen! (1916)
- Der Aushilfsgatte (1917), Libreto: Oskar Friedmann, Ludwig Herzer
- Der dunkle Schatz (1918), Libreto: Oskar Friedmann, Ludwig Herzer
- Der König heiratet (1920), Libreto: Ernst Marischka, Gustav Beer
- Die fromme Helene (1921)
- Die gold’ne Meisterin (1927), Libreto: Julius Brammer, Alfred Grünwald
- Donauliebchen (1932)
- Wiener Musik (1947)